# Levitating
"Levitating" là một bài hát được thu âm bởi nữ ca sĩ người Anh Dua Lipa nằm trong album phòng thu thứ hai của cô, Future Nostalgia (2020). Bài hát được viết bởi Lipa, Clarence Coffee Jr., Sarah Hudson và Stephen Kozmeniuk, theo hình ảnh của Mike Myers trong Austin Powers. Quá trình sản xuất do Koz và Stuart Price đảm nhận.
Bản phối lại "Levitating" với sự góp mặt của rapper người Mỹ DaBaby được phát hành vào ngày 1 tháng 10 năm 2020 với tư cách là đĩa đơn thứ năm của album trên toàn cầu và thứ ba tại Hoa Kỳ. Bài hát được phát sóng trên contemporary hit radio vào ngày 6 tháng 10 năm 2020. Bản phối lại có cùng cách sản xuất được sử dụng trong bản gốc, với DaBaby trình diễn thêm một đoạn pop rap và phần giới thiệu. "Levitating" đạt vị trí thứ 5 trên UK Singles Chart và vị trí á quân trên Hoa Kỳ Billboard Hot 100, trở thành đĩa đơn thứ bảy trong top 5 của Lipa ở Anh và đĩa đơn á quân thứ hai của cô tại Mỹ. Bài hát cũng đạt vị trí thứ 4 trên Billboard Global 200. Bài hát đã được trao chứng nhận Bạch kim tại Vương quốc Anh bởi British Phonographic Industry (BPI).
Video âm nhạc cho "Levitating" được đạo diễn bởi Warren Fu và hợp tác cùng nền tảng truyền thông xã hội TikTok. Video bao gồm các thước phim xoay quanh Lipa và DaBaby khiêu vũ trong thang máy theo phong cách trang trí nghệ thuật, với nhiều người nổi tiếng trên mạng xã hội TikTok xuất hiện với vai trò diễn viên. Lipa đã quảng bá đĩa đơn bằng các buổi biểu diễn trực tiếp trên The Graham Norton Show, tại Lễ trao giải Âm nhạc Mỹ năm 2020 và trên Saturday Night Live.

## Danh sách bài hát
| Tải kỹ thuật số / phát trực tuyến – DaBaby Remix | Tải kỹ thuật số / phát trực tuyến – DaBaby Remix | Tải kỹ thuật số / phát trực tuyến – DaBaby Remix |
| STT                                              | Nhan đề                                          | Thời lượng                                       |
| ------------------------------------------------ | ------------------------------------------------ | ------------------------------------------------ |
| 1.                                               | "Levitating" (hợp tác cùng DaBaby)               | 3:23                                             |

| Tải kỹ thuật số / phát trực tuyến – KUU Remix | Tải kỹ thuật số / phát trực tuyến – KUU Remix  | Tải kỹ thuật số / phát trực tuyến – KUU Remix |
| STT                                           | Nhan đề                                        | Thời lượng                                    |
| --------------------------------------------- | ---------------------------------------------- | --------------------------------------------- |
| 1.                                            | "Levitating (KUU Remix)" (hợp tác cùng DaBaby) | 4:10                                          |

| EP kỹ thuật số – phiên bản 1 | EP kỹ thuật số – phiên bản 1                                                     | EP kỹ thuật số – phiên bản 1 |
| STT                          | Nhan đề                                                                          | Thời lượng                   |
| ---------------------------- | -------------------------------------------------------------------------------- | ---------------------------- |
| 1.                           | "Levitating" (hợp tác cùng DaBaby)                                               | 3:23                         |
| 2.                           | "Levitating"                                                                     | 3:23                         |
| 3.                           | "Levitating (The Blessed Madonna Remix)" (hợp tác cùng Madonna và Missy Elliott) | 4:10                         |
| 4.                           | "Levitating (KUU Remix)" (hợp tác cùng DaBaby)                                   | 4:10                         |
| Tổng thời lượng:             | Tổng thời lượng:                                                                 | 15:08                        |

| Tải kỹ thuật số / phát trực tuyến – Don Diablo Remix | Tải kỹ thuật số / phát trực tuyến – Don Diablo Remix  | Tải kỹ thuật số / phát trực tuyến – Don Diablo Remix |
| STT                                                  | Nhan đề                                               | Thời lượng                                           |
| ---------------------------------------------------- | ----------------------------------------------------- | ---------------------------------------------------- |
| 1.                                                   | "Levitating (Don Diablo Remix)" (hợp tác cùng DaBaby) | 3:28                                                 |

| Tải kỹ thuật số / phát trực tuyến – Don Diablo Extended Remix | Tải kỹ thuật số / phát trực tuyến – Don Diablo Extended Remix  | Tải kỹ thuật số / phát trực tuyến – Don Diablo Extended Remix |
| STT                                                           | Nhan đề                                                        | Thời lượng                                                    |
| ------------------------------------------------------------- | -------------------------------------------------------------- | ------------------------------------------------------------- |
| 1.                                                            | "Levitating (Don Diablo Extended Remix)" (hợp tác cùng DaBaby) | 4:28                                                          |

| EP kỹ thuật số – phiên bản 2 | EP kỹ thuật số – phiên bản 2                                                     | EP kỹ thuật số – phiên bản 2 |
| STT                          | Nhan đề                                                                          | Thời lượng                   |
| ---------------------------- | -------------------------------------------------------------------------------- | ---------------------------- |
| 1.                           | "Levitating" (hợp tác cùng DaBaby)                                               | 3:23                         |
| 2.                           | "Levitating"                                                                     | 3:23                         |
| 3.                           | "Levitating (The Blessed Madonna Remix)" (hợp tác cùng Madonna và Missy Elliott) | 4:10                         |
| 4.                           | "Levitating (KUU Remix)" (hợp tác cùng DaBaby)                                   | 4:10                         |
| 5.                           | "Levitating (Don Diablo Remix)" (hợp tác cùng DaBaby)                            | 3:28                         |
| Tổng thời lượng:             | Tổng thời lượng:                                                                 | 18:36                        |

| Tải kỹ thuật số / phát trực tuyến – Amaal Mallik Remix | Tải kỹ thuật số / phát trực tuyến – Amaal Mallik Remix                           | Tải kỹ thuật số / phát trực tuyến – Amaal Mallik Remix |
| STT                                                    | Nhan đề                                                                          | Thời lượng                                             |
| ------------------------------------------------------ | -------------------------------------------------------------------------------- | ------------------------------------------------------ |
| 1.                                                     | "Levitating (Amaal Mallik Remix)" (hợp tác cùng Sukriti Kakar và Prakriti Kakar) | 2:36                                                   |

## Xếp hạng
| Bảng xếp hạng (2020–2021)              | Vị trí cao nhất |
| -------------------------------------- | --------------- |
| Argentina (Argentina Hot 100)          | 24              |
| Úc (ARIA)                              | 4               |
| Áo (Ö3 Austria Top 40)                 | 12              |
| Bỉ (Ultratop 50 Flanders)              | 32              |
| Bỉ (Ultratop 50 Wallonia)              | 27              |
| Bolivia (Monitor Latino)               | 17              |
| Brazil (Top 100 Brasil)                | 69              |
| Bulgaria (PROPHON)                     | 1               |
| Canada (Canadian Hot 100)              | 1               |
| Canada AC (Billboard)                  | 1               |
| Canada CHR/Top 40 (Billboard)          | 1               |
| Canada Hot AC (Billboard)              | 1               |
| CIS (Tophit)                           | 17              |
| Colombia Anglo (Monitor Latino)        | 8               |
| Croatia (HRT)                          | 1               |
| Cộng hòa Séc (Rádio Top 100)           | 9               |
| Cộng hòa Séc (Singles Digitál Top 100) | 5               |
| Denmark (Tracklisten)                  | 9               |
| Châu Âu Digital Song Sales (Billboard) | 6               |
| Finland (Suomen virallinen lista)      | 14              |
| Pháp (SNEP)                            | 26              |
| Đức (GfK)                              | 21              |
| Greece (IFPI)                          | 4               |
| Hungary (Dance Top 40)                 | 3               |
| Hungary (Rádiós Top 40)                | 16              |
| Hungary (Single Top 40)                | 14              |
| Hungary (Stream Top 40)                | 3               |
| Ireland (IRMA)                         | 4               |
| Italy (FIMI)                           | 42              |
| Japan Hot Overseas (Billboard Japan)   | 12              |
| Lebanon (Lebanese Top 20)              | 10              |
| Lithuania (AGATA)                      | 8               |
| Macedonia (Radiomonitor)               | 15              |
| Malaysia (RIM)                         | 8               |
| Malta (Radiomonitor)                   | 1               |
| Mexico Airplay (Billboard)             | 15              |
| Hà Lan (Dutch Top 40)                  | 20              |
| Hà Lan (Single Top 100)                | 23              |
| New Zealand (Recorded Music NZ)        | 5               |
| Norway (VG-lista)                      | 10              |
| Ba Lan (Polish Airplay Top 100)        | 3               |
| Bồ Đào Nha (AFP)                       | 16              |
| Nga Airplay (Tophit)                   | 24              |
| Scotland (OCC)                         | 13              |
| Singapore (RIAS)                       | 8               |
| Slovakia (Rádio Top 100)               | 23              |
| Slovakia (Singles Digitál Top 100)     | 6               |
| Slovenia (SloTop50)                    | 24              |
| Tây Ban Nha (PROMUSICAE)               | 71              |
| Sweden (Sverigetopplistan)             | 21              |
| Thụy Sĩ (Schweizer Hitparade)          | 14              |
| Anh Quốc (OCC)                         | 5               |
| Hoa Kỳ Billboard Hot 100               | 2               |
| Hoa Kỳ Adult Contemporary (Billboard)  | 9               |
| Hoa Kỳ Adult Pop Airplay (Billboard)   | 2               |
| Hoa Kỳ Pop Airplay (Billboard)         | 4               |
| Hoa Kỳ Rhythmic (Billboard)            | 22              |
| US Rolling Stone Top 100               | 3               |

| Bảng xếp hạng (2020)       | Vị trí |
| -------------------------- | ------ |
| Netherlands (Dutch Top 40) | 85     |

## Chứng nhận
| Quốc gia                                                    | Chứng nhận  | Số đơn vị/doanh số chứng nhận |
| ----------------------------------------------------------- | ----------- | ----------------------------- |
| Úc (ARIA)                                                   | 2× Platinum | 140.000‡                      |
| Bỉ (BEA)                                                    | Gold        | 20.000‡                       |
| Brasil (Pro-Música Brasil)                                  | 2× Platinum | 80.000‡                       |
| Canada (Music Canada)                                       | 3× Platinum | 240.000‡                      |
| Đan Mạch (IFPI Đan Mạch)                                    | Gold        | 45.000‡                       |
| Ý (FIMI)                                                    | Platinum    | 70.000‡                       |
| New Zealand (RMNZ)                                          | 2× Platinum | 60.000‡                       |
| Na Uy (IFPI)                                                | Gold        | 30.000‡                       |
| Bồ Đào Nha (AFP)                                            | Gold        | 5.000‡                        |
| Tây Ban Nha (PROMUSICAE)                                    | Gold        | 20.000‡                       |
| Anh Quốc (BPI)                                              | Platinum    | 600.000‡                      |
| Hoa Kỳ (RIAA)                                               | Platinum    | 1.000.000‡                    |
| ‡ Chứng nhận dựa theo doanh số tiêu thụ và phát trực tuyến. |             |                               |